# Lac de Serraia
Le lac de Serraia est situé sur le plateau du Piné, plus précisément dans la commune de Baselga di Piné, dans la province autonome de Trente.

## Caractéristiques

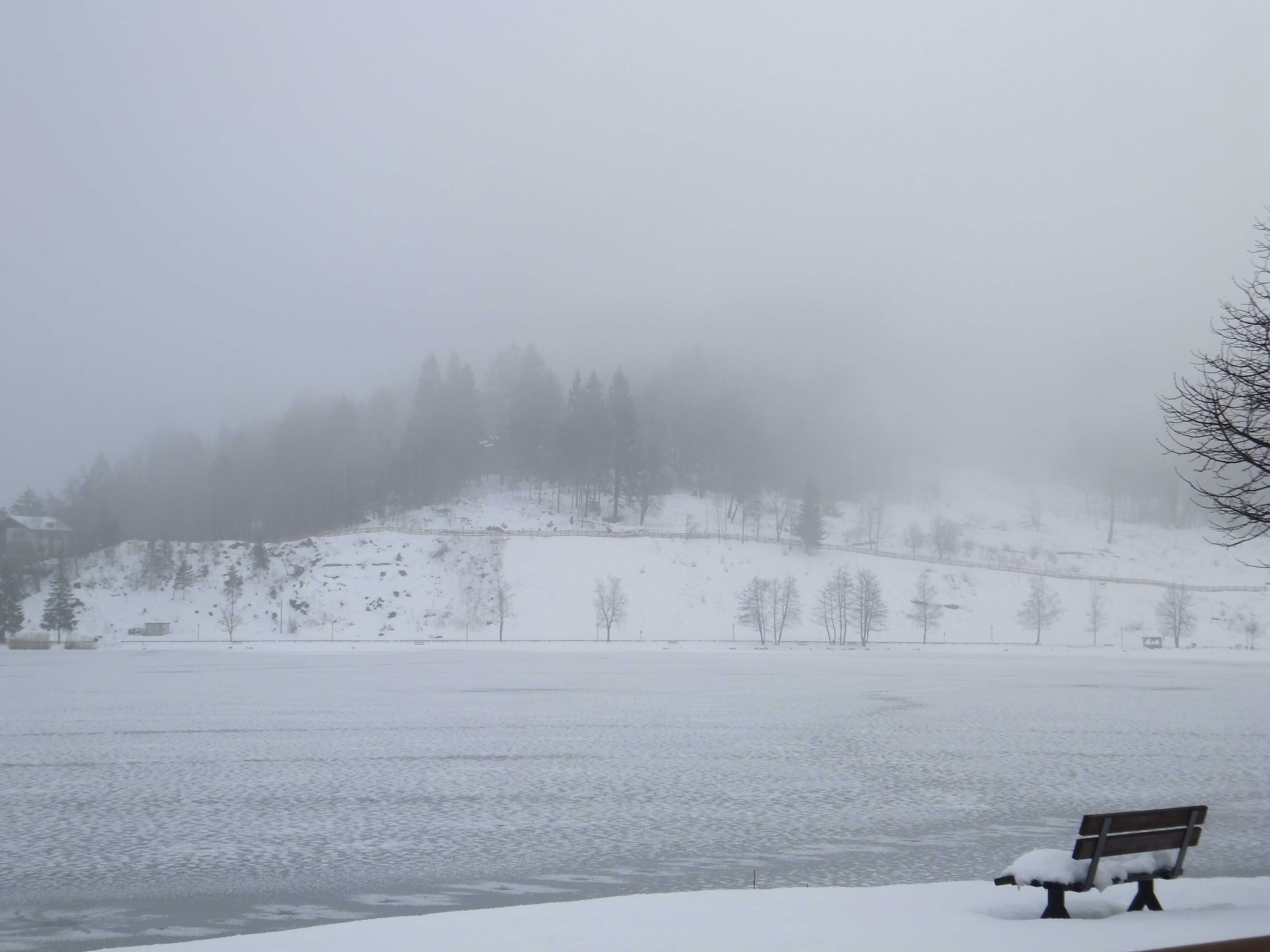
Le lac gelé en hiver.

Le lac est situé dans un creux créé par les glaciers et remonte à environ 15 000 ans. La largeur du lac est de 525 m, sa longueur de 1 250 m et sa profondeur maximale de 15 m.
Sa forme est semblable à celle d'une goutte d'eau, disposée du sud-ouest au nord-est.

## Histoire

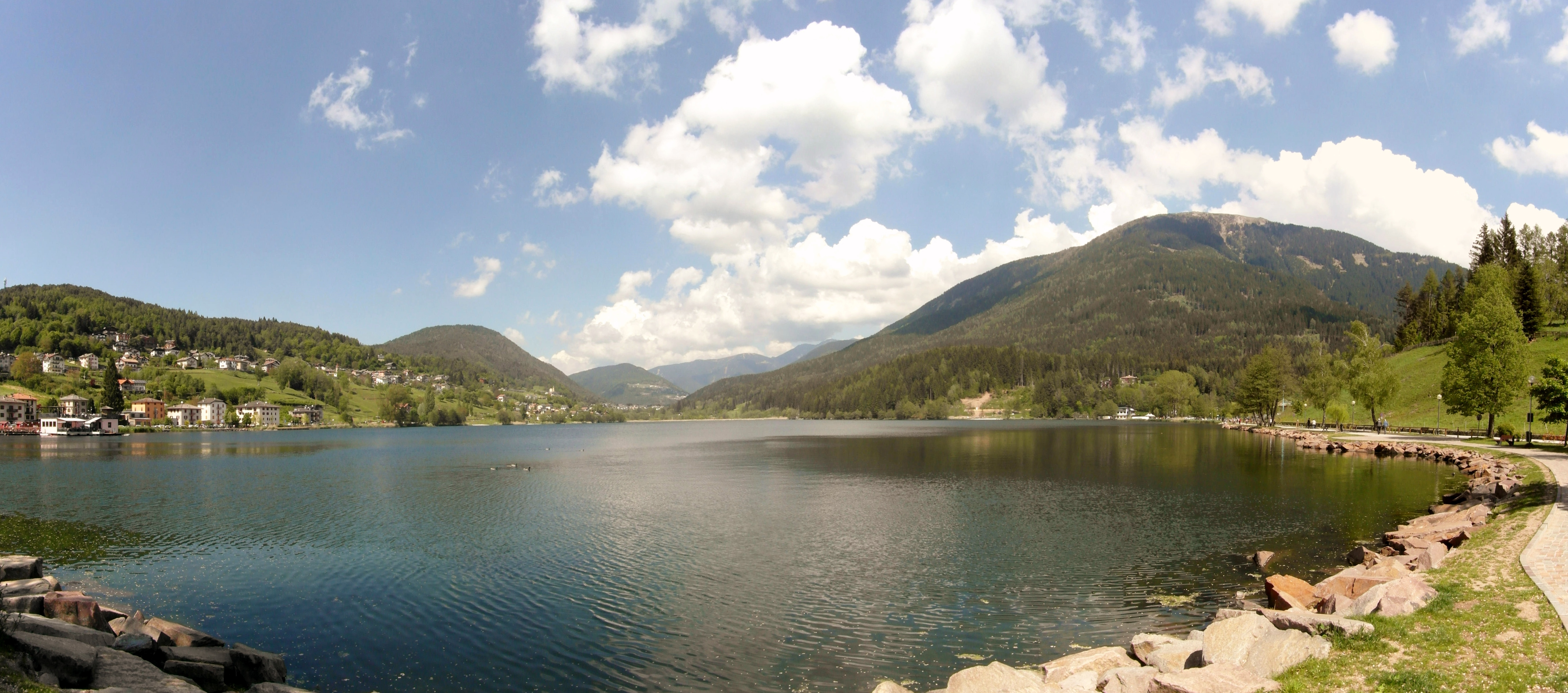
Vue d'ensemble du sud-ouest.

Au cours de la dernière glaciation, il y a 15 000 ans, un glacier a lentement progressé au-dessus de ces endroits, creusant le sol pendant des millénaires.
À la fin de la glaciation, les eaux se sont rassemblées ici et ont formé un vaste lac qui occupait tout le plateau du Piné ; plus tard, il a été divisé en deux lacs : le lac de Serraia et le lac de Piazze.
Depuis 1987, l'extrémité nord du lac est une zone protégée en tant que biotope, c'est-à-dire une oasis naturelle protégée par la province autonome de Trente.

## Sport
De 2005 à 2009, une course à pied de 24 heures a été organisée autour du lac. 

## Problèmes actuels
Un problème d'eutrophisation se pose depuis quelques années : les eaux appauvries en oxygène ont favorisé l'apparition d'algues (notamment d'algues bleues). Depuis 2006, une usine d'oxygénation expérimentale a été installée. Ses résultats concrets sont attendus dans les années à venir. 

## Galerie

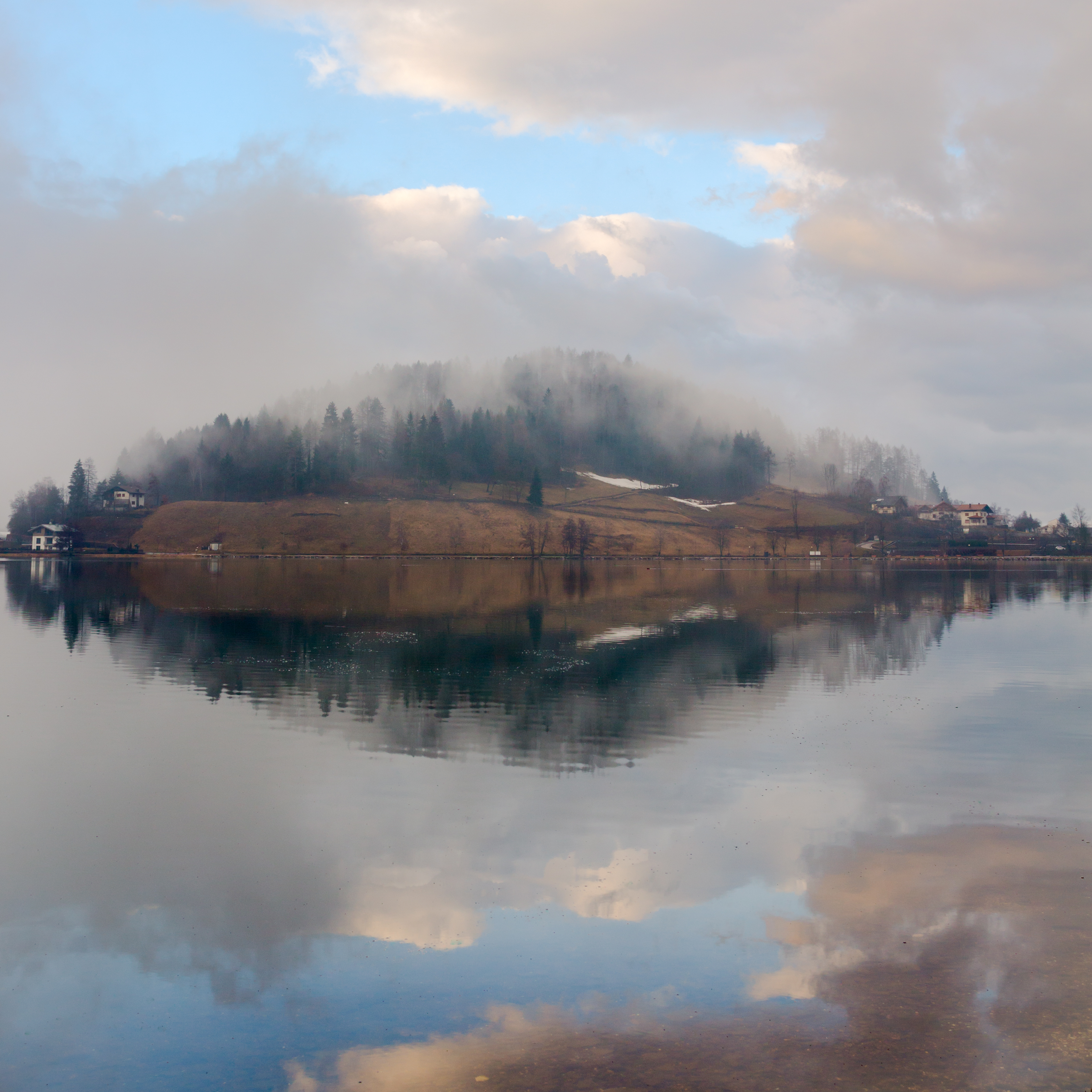
Côte est du lac de Serraia.
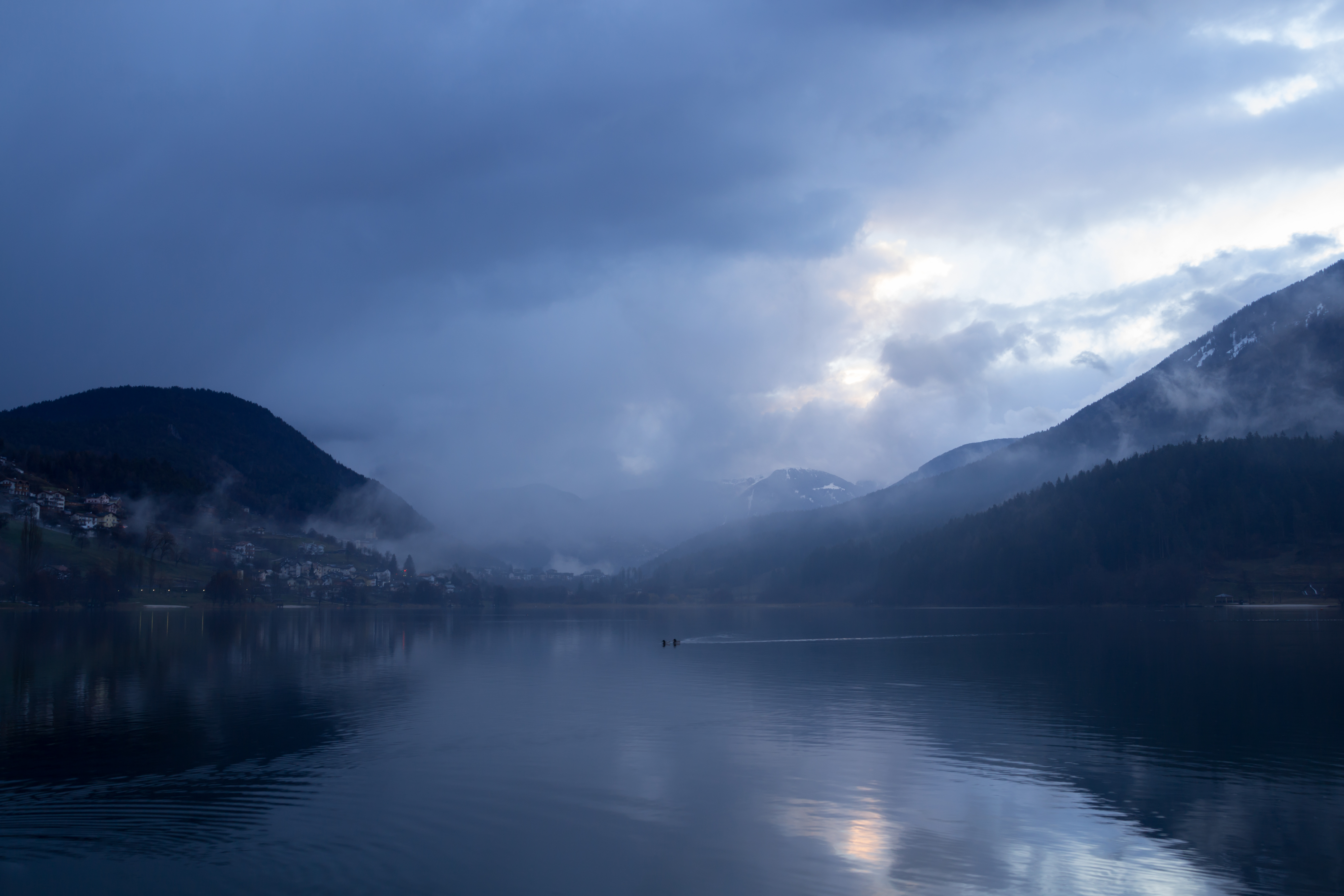
Le lac de Serraia à l'aube.
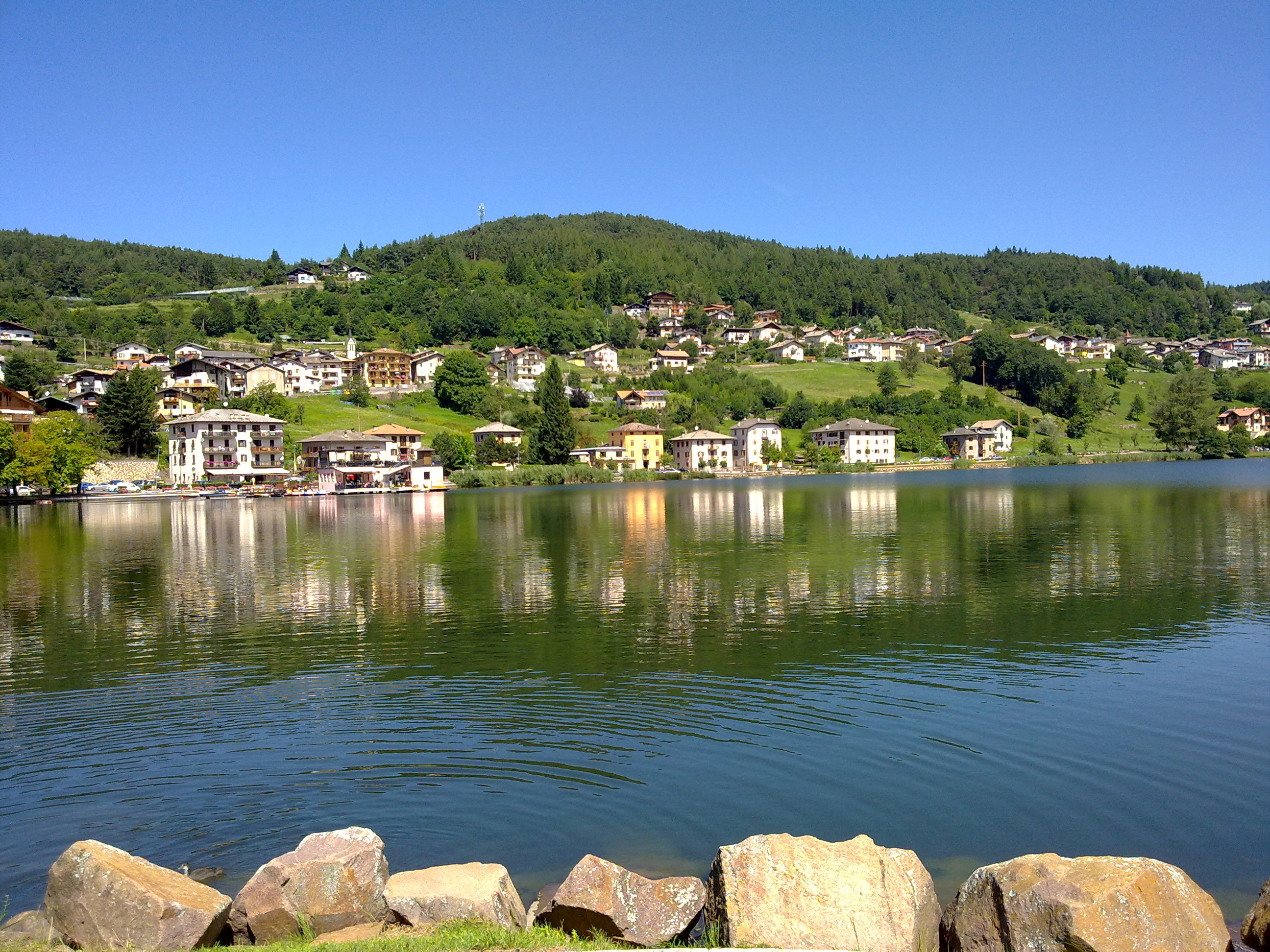
Baselga di Piné et le lac de Serraia.